# Nosákov
Nosákov (Duits: Nosakow) is een Tsjechische plaats in de gemeente Jankov, regio Midden-Bohemen, en maakt deel uit van het district Benešov. Het dorp ligt op ongeveer 3 kilometer afstand van Jankov en op ongeveer 23 kilometer afstand van de stad Benešov.
Nosákov telt 39 inwoners (2021).

## Etymologie
Het dorp is vernoemd naar een persoon genaamd Nosák.

## Geschiedenis
De eerste schriftelijke vermelding van het dorp dateert van 1318. Op een heuvel aan de oostkant van Nosákov bevond zich in de 13e eeuw de bestuurlijke zetel. Na Nosák (de stichter van Nosákov) was het dorp in handen van zijn vrouw en na haar Rynart Odlochovice. In 1426 kocht Mikeš van Nosákov het dorp aan. Aan het begin van de 16e eeuw behoorde een deel ervan toe aan de eigenaar van Votice; het andere deel behoorde vanaf 1538 toe aan Neustupov. Later behoorden elf huizen tot Neustupov, vier tot Odlochovice en één boerderij tot Vlčkovice.
Anno 1890 telde het dorp nog 130 inwoners, maar in de volkstelling van 1980 was dat aantal gedaald naar 47. In 1960 werd Nosákov, samen met Jankov, ingedeeld bij het district Benešov.

## Verkeer en vervoer

### Autowegen
Er leidt een regionale weg naar het dorp.

### Spoorlijnen
Er is geen station in Nosákov. Het dichtstbijzijnde station is in Votice, op zo'n veertien kilometer afstand.

### Buslijnen
Er is één bushalte in het dorp:
| Halte           | Lijn | Traject          | Vervoerder   |
| --------------- | ---- | ---------------- | ------------ |
| Jankov, Nosákov | 553  | Jankov - Benešov | CŠAD Benešov |

## Galerij

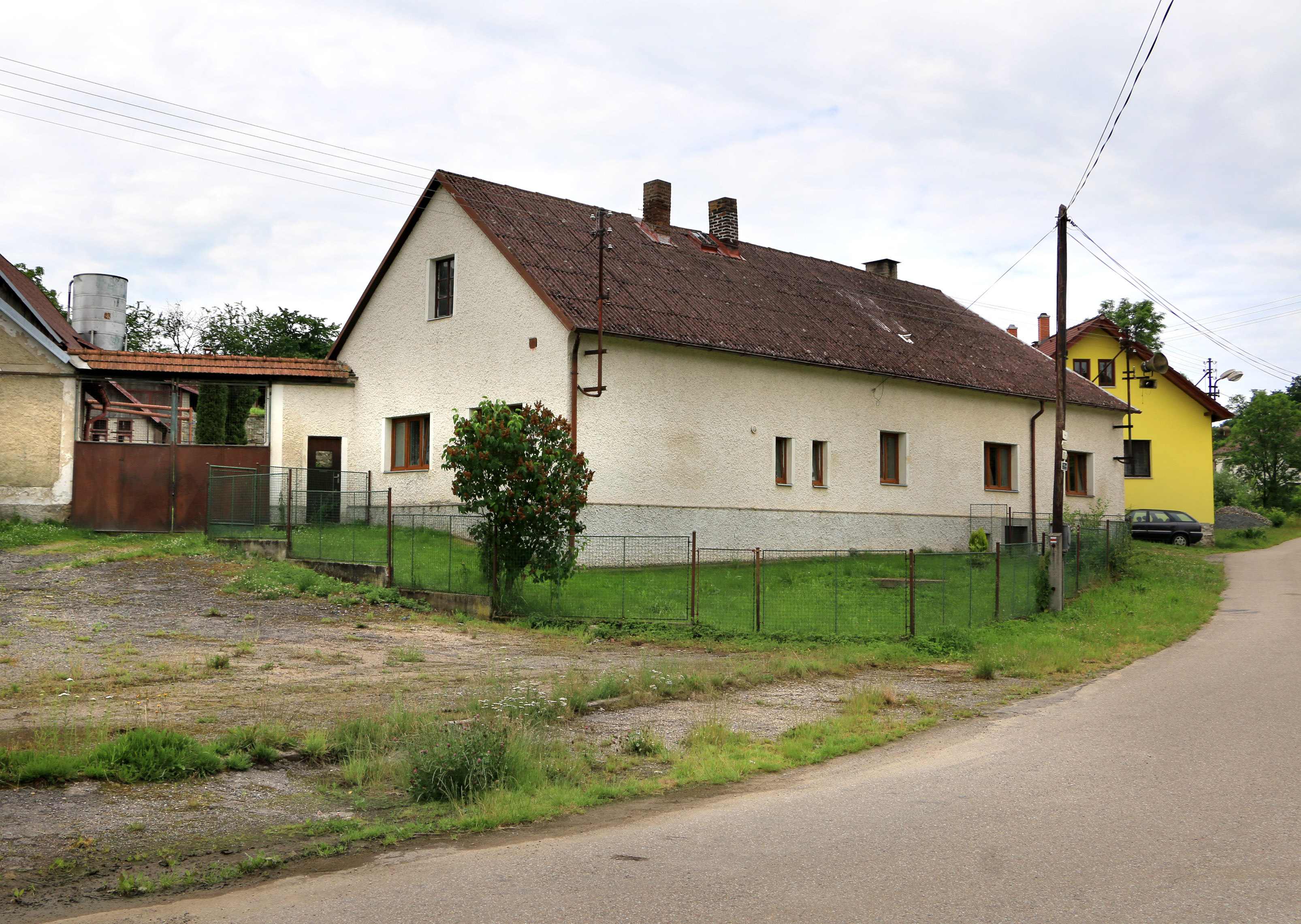
Huis in het dorp (2016)
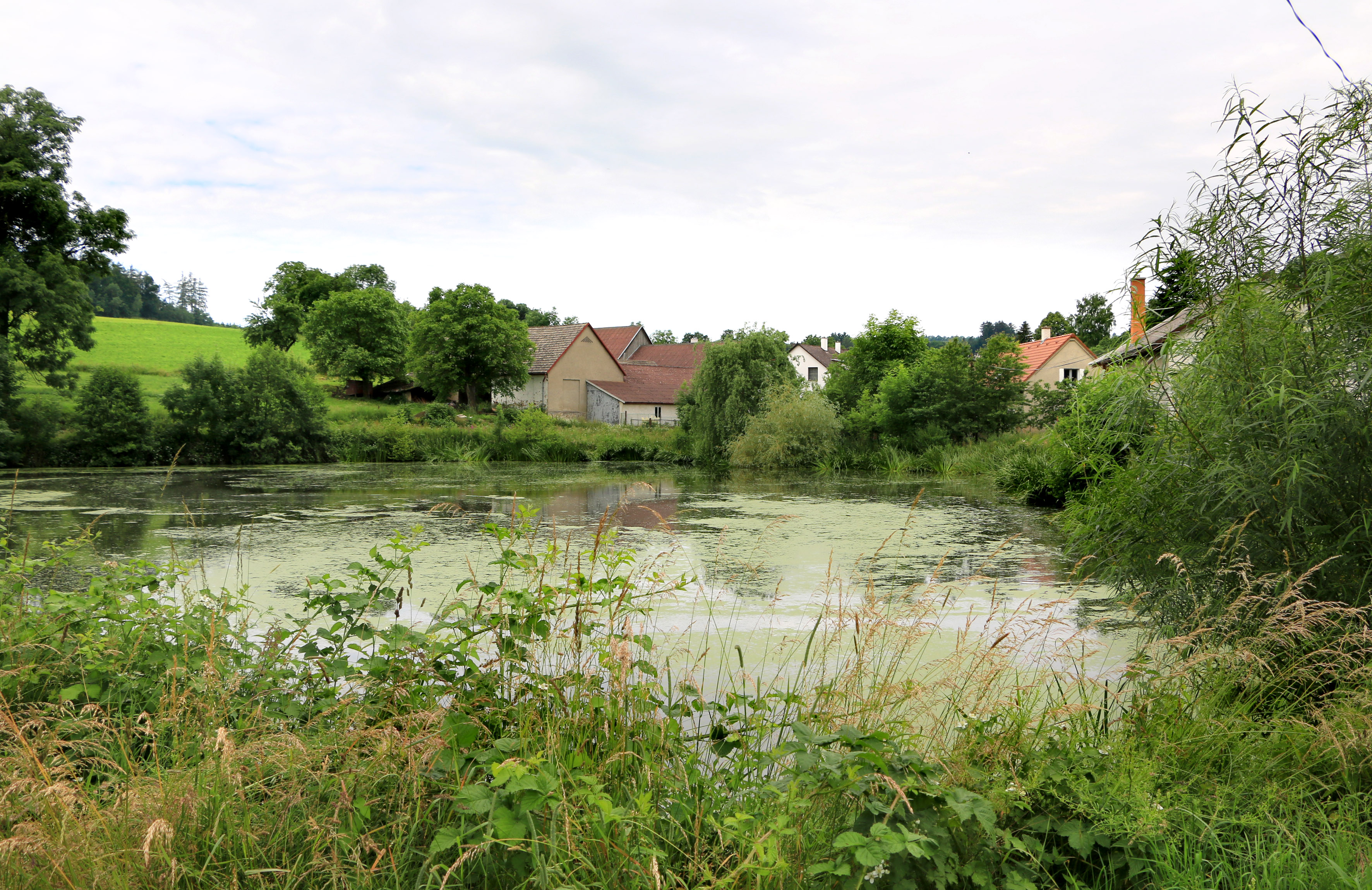
Meertje bij het dorp (2016)
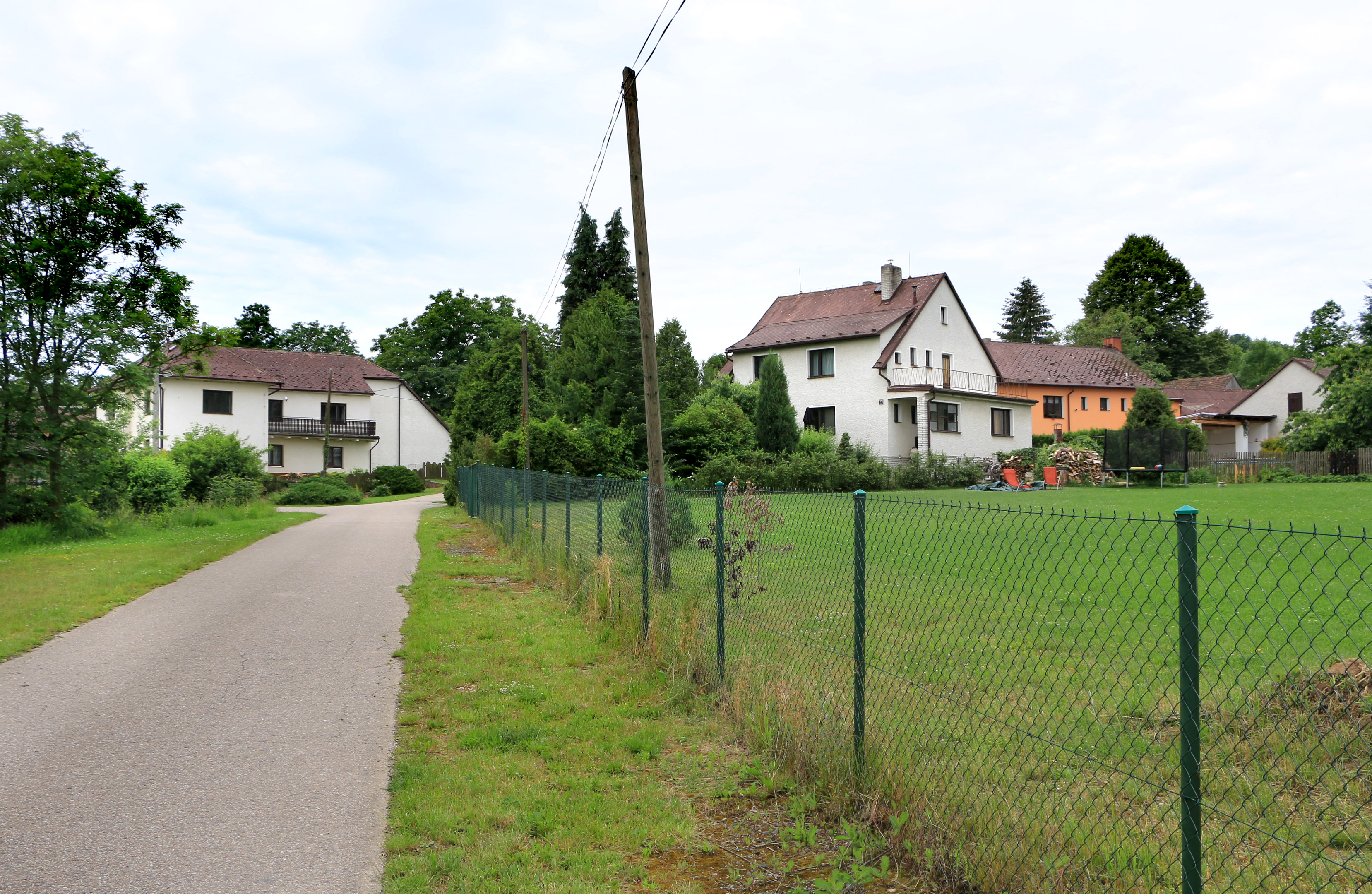
Westkant van het dorp (2016)